# George Cukor
George Dewey Cukor (7. srpnja 1899. – 24. siječnja 1983.),  američki filmski redatelj.

## Život i karijera
Cukor je rođen u New Yorku u obitelji  mađarsko-židovskih imigranata, Victora F. i Helen Cukor. (Njegovo ime na mađarskom znači šećer). Kao tinejdžer je bio zaluđen kazalištem te često markirao s nastave kako bi prisustvovao poslijepodnevnim matinejama. Nakon mature, 1916., godinu dana je proveo u studentskom vojnom kampu. Poslije toga se zaposlio u kazalištu kao pomoćnik scenografa u  Chicagu. Nakon trogodišnjeg iskustva, 1920. je osnovao vlastito repertoarno kazalište u Rochesteru,  New York, te je tamo radio sljedećih sedam godina. Zatim se vratio na Broadway gdje je radio s glumicama kao što su Ethel Barrymore, Dorothy Gish, Estelle Winwood i Jeanne Eagles.
Kad je Hollywood počeo regrutirati talente iz njujorškog kazališta za zvučne filmove, Cukor se odazvao pozivu i preselio se tamo 1929. Prvo je bio redatelj dijaloga u studiju Paramount Pictures za film River of Romance (1929.), nakon čega je slijedio Na zapadu ništa novo (1930.) za Universal Pictures. Zatim je bio jedan od redatelja na tri filma u Paramountu prije nego što je krenuo u solo karijeru, režiravši film Tarnished Lady (1931.). Cukor je napustio Paramount nakon pravnog sukoba, što ga je stajalo otkaza s filma One Hour With You (1932.), pa je krenuo režirati za Davida O. Selznicka u studiju RKO Pictures.
Cukorova karijera je procvjetala u RKO-u gdje je režirao niz impresivnih filmova kao što su What Price Hollywood (1932.), A Bill of Divorcement (1932.), Večera u osam (1933.), Male žene (1933.),  David Copperfield (1935.),  Romeo i Julija (1936.) i Camille (1937.).
U to vrijeme, Cukor je stekao reputaciju redatelja koji može od glumica izvući izvanredne izvedbe pa je postao poznat kao "ženski redatelj", nadimak koji nije volio. Jedna od njegovih omiljenih glumica bila je Katharine Hepburn, koja je debitirala u A Bill of Divorcement, čiji su izgled i osobnost ostavljali šefove RKO-a u nedoumici kako je iskoristiti. Cukor je režirao mnoge njezine uspješne filmove, a postali su dobri prijatelji i izvan seta.
Cukora je 1937. David O. Selznick angažirao za režiju filma Zameo ih vjetar pa je ovaj proveo dvije godine obavljajući preprodukcijske poslove te provodio mnoge sate trenirajući Vivien Leigh i  Oliviju de Havilland, zvijezde filma. Cukor je zamijenjen manje od tri tjedna prije početka snimanja, ali je nastavio trenirati Leigh i de Havilland izvan seta.
Nakon Prohujalo s vihorom, Cukor je režirao  Žene (1939.), popularni film poznat po tome što su sve uloge bile ženske, i Priču iz Philadelphije (1940.), s Katharine Hepburn u glavnoj ulozi. Snimio je i  Dvoličnu ženu (1941.) s  Gretom Garbo, njezin posljednji film prije glumačkog umirovljenja.
Četredesete su bile desetljeće pogodaka i promašaja za Cukora. U promašaje se ubrajaju Dvolična žena, kao i Her Cardboard Lover (1942.), s  Normom Shearer u glavnoj ulozi. Međutim, više je uspjeha postigao s filmovima kao što su Žensko lice (1941.) s Joan Crawford, Plinsko svjetlo s Ingrid Bergman i  Charlesom Boyerom, i Adamovo rebro (1949.) s Katharine Hepburn i  Spencerom Tracyjem.
Cukorova reputacija kao glumačkog redatelja se nastavila i pomogla nekim glumcima da osvoje Oscara. James Stewart osvojio je nagradu za glavnog glumca u Priči iz Philadelphije, Ronald Coleman istog Oscara za Dvostruki život (1947.), a Judy Holliday je dobila Oscara za najbolju glumicu za film Jučer rođena (1950.). 1954. je Cukor snimio svoj prvi film u boji, Zvijezda je rođena, u kojem je nastupila Judy Garland, kojoj je ta uloga oživila karijeru. 1962. je režirao nesretni Something Got to Give. Produkcija je bila naporna, a Cukor se ponašao neprijateljski prema zvijezdi filma, Marilyn Monroe. Monroe je pronađena mrtva u svom domu u Los Angelesu nekoliko mjeseci nakon što je produkcija počela, a film nikad nije dovršen. Dvije godine poslije, Cukor je osvojio Oscara kao najbolji redatelj, za My Fair Lady (1964.), za koji je Rex Harrison dobio Oscara za najboljeg glumca.
Nastavio je režirati do svojih osamdesetih, a režirao je svoj posljednji film, Bogati i slavni (1981.), s Candice Bergen.
Bila je "javna tajna" u Hollywoodu da je Cukor bio homoseksualac. Cukor je bio i poznati bon vivant; u doba procvata Hollywooda njegov dom je bilo mjesto nedjeljnih zabava, a njegovi gosti su uvijek znali da će naći zanimljivo društvo, dobru hranu i prekrasnu atmosferu kad bi ga posjećivali. Cukorovi prijatelji su mu bili od ogromne važnosti, a dom mu je bio pun njihovih fotografija. Stalni posjetioci su bili Katharine Hepburn i Spencer Tracy, Joan Collins i Douglas Fairbanks, Lauren Bacall i Humphrey Bogart, Claudette Colbert, Marlene Dietrich, Laurence Olivier i Vivien Leigh, Richard Cromwell, Judy Garland, Noel Coward, Cole Porter, James Whale, Edith Head i Norma Shearer, posebno nakon smrti njezina prvog muža, Irvinga Thalberga.
Cukor je umro 24. siječnja 1983. u dobi od 83 godine. Pokopan je na groblju Forest Lawn u Glendaleu, Kalifornija.

## Izabrana filmografija
- A Bill of Divorcement (1932.)
- What Price Hollywood? (1932.)
- Večera u osam (1933.)
- Male žene (1933.)
- Sylvia Scarlett (1935.)
- Camille (1936.)
- Romeo i Julija (1936.)
- Praznik (1938.)
- Žene (1939.)
- Priča iz Philadelphije (1940.)
- Susan i Bog (1940.)
- Dvolična žena (1941.)
- Žensko lice (1941.)
- Plinsko svjetlo (1944.)
- Dvostruki život (1947.)
- Edward, moj sin (1949.)
- Adamovo rebro (1949.)
- Jučer rođen (1950.)
- Pat i Mike (1952.)
- Glumica (1953.)
- Zvijezda je rođena (1954.)
- Chapmanov izvještaj (1962.)
- My Fair Lady (1964.)
- Justine (1969.)
- Plava ptica (1976.)
- Bogati i slavni (1981.)

## Vanjske poveznice
- George Cukor u internetskoj bazi filmova IMDb-u (engl.)
- Senses of Cinema: Great Directors Critical Database